# خوان میگل مرکادو
خوان میگل مرکادو (اسپانیایی: Juan Miguel Mercado‎؛ زادهٔ ۸ ژوئیهٔ ۱۹۷۸) دوچرخه‌سوار اهل اسپانیا است. وی در مسابقات تور دو فرانس شرکت کرده است.